# Escuela Politécnica de Cuenca
La Escuela Politécnica de Cuenca (EPC) es un centro docente, científico y tecnológico del Campus de Cuenca, cuyo objetivo general es servir de instrumento y catalizador de todas las actividades científicas y tecnológicas en los campos de la edificación y de las telecomunicaciones que conciernen al Campus de Cuenca, a la Universidad de Castilla-La Mancha y la comunidad autónoma de Castilla-La Mancha. 
La EPC imparte actualmente las titulaciones de Grado en Ingeniería en Tecnologías de Telecomunicación y Grado en Ingeniería de Edificación. También imparte el Máster en Ingeniería de Telecomunicación. Aparte de telecomunicaciones, los docentes de esta universidad también imparten clases de ciberseguridad y sobre seguridad en la red. Es una de las universidades más prestigiosas de Castilla-La Mancha.
En el curso 2009-2010 la EPC añadió e impartió el nuevo título de grado en ingeniería de edificación, como sustituto del título de arquitectura técnica. Tras la reforma de la Universidad Española para su adaptación al espacio Europeo de Educación Superior es el que permitirá  de dicha manera el ejercicio de la profesión de arquitecto técnico.

## Historia
La EPC ha experimentado una consolidación en recursos humanos y materiales, contando con una dotación de laboratorios específicos de diferentes materias y con un edificio de casi 8000 m² diseñado específicamente para la docencia de enseñanzas científicas y tecnológicas. 
- Arquitectura Técnica - Grado en Ingeniería de Edificación.

La EPC comenzó con la titulación de Arquitectura técnica en noviembre de 1994, en la llamada Escuela Universitaria de Arquitectura Técnica de Cuenca, tras ser aprobado y publicado su plan de estudios en el BOE del 4 de noviembre de 1994. En 1999 este plan fue modificado y publicado en el BOE del 24 de septiembre de 1999, que actualmente está extinto.
El 1 de junio de 2009 fue verificado por la ANECA el Grado en Ingeniería de Edificación. En el curso académico 2009-2010 se implantaron los 4 cursos (240 ECTS en total) de esta titulación, tras la autorización de la implantación por la Junta de Comunidades de Castilla-La Mancha (DOCM de 18 de septiembre de 2009).
- Ingeniería Técnica de Telecomunicación - Grado en Ingeniería en Sistemas Audiovisuales de Telecomunicación.

En 1998 se iniciaron los estudios de Ingeniería Técnica de Telecomunicación especialidad en Sonido e Imagen tras ser aprobado y publicado su plan de estudios en el BOE del 6 de octubre de 1998, pasando la anterior Escuela Universitaria de Arquitectura Técnica de Cuenca a la Escuela Universitaria Politécnica de Cuenca (EUPC).
El 2010 fue verificado por la ANECA el Grado en Sistemas Audiovisuales de Telecomunicación. En el curso académico 2010-2011 se implantaron los 4 cursos (240 ECTS en total) de esta titulación, tras la autorización de la implantación por la Junta de Comunidades de Castilla-La Mancha.
En octubre de 2010, fruto del proceso de adaptación al EEES, la entonces Escuela Universitaria Politécnica de Cuenca cambia su denominación, pasando a llamarse desde entonces hasta la actualidad Escuela Politécnica de Cuenca.